# ディーン・リスター
ディーン・リスター（Dean Lister、1976年2月13日 - ）は、アメリカ合衆国の男子総合格闘家。カリフォルニア州サンディエゴ出身。ビクトリーMMA所属。
ブラジリアン柔術黒帯。元KOTC世界ミドル級王者。

## 来歴
2000年9月16日、King of the Cageで総合格闘技デビュー。その後、KOTC世界ミドル級王座を獲得した。
2002年9月29日、パンクラスで石井大輔と対戦予定であったが、試合前のメディカルチェックで石井が風邪でドクターストップ。不戦勝となった。
2003年5月、アブダビコンバット無差別級でネイサン・マーコート、サウロ・ヒベイロ、マーシオ・"ペジパーノ"・クルーズ、アレッシャンドリ・カカレコら強豪選手達をことごとく破り優勝を果たした。
2004年7月19日、PRIDE初参戦となったPRIDE 武士道 -其の四-でアマール・スロエフと対戦し、判定負け。
2005年4月3日、PRIDE 武士道 -其の六-で行われたミドル級（-93kg）グランプリ出場を懸けたラストワントーナメントに出場。1回戦で小路晃に三角絞めで一本勝ち。決勝戦はパウロ・フィリオが1回戦で右足を骨折し棄権したため、不戦勝で優勝を果たした。
2005年4月23日、PRIDE GRANDPRIX 2005 開幕戦のミドル級グランプリ1回戦でヒカルド・アローナと対戦し、判定負け。
2005年5月29日、アブダビコンバットで行われたスーパーファイトでジャン・ジャック・マチャドと対戦し、ポイント勝ち。
2006年5月27日、UFC初参戦となったUFC 60でアレッシオ・サカラと対戦し、三角絞めで一本勝ち。
2007年1月25日、UFC Fight Night: Evans vs. Salmonでかつてアブダビコンバットで勝利したネイサン・マーコートと再戦し、判定負け。
2007年5月、アブダビコンバットのスーパーファイトでホジャー・グレイシーと対戦予定であったが、怪我のため欠場となった。
2007年8月、ミルコ・クロコップのチーム・クロコップに柔術コーチとして参加。
2008年12月27日、UFC 92で岡見勇信と対戦し、判定負けを喫した。

## 戦績

### 総合格闘技
| 総合格闘技 戦績 | 総合格闘技 戦績 | 総合格闘技 戦績 | 総合格闘技 戦績 | 総合格闘技 戦績 | 総合格闘技 戦績 | 総合格闘技 戦績 |
| --------------- | --------------- | --------------- | --------------- | --------------- | --------------- | --------------- |
| 22 試合         | (T)KO           | 一本            | 判定            | その他          | 引き分け        | 無効試合        |
| 15 勝           | 0               | 11              | 2               | 2               | 0               | 0               |
| 7 敗            | 0               | 0               | 7               | 0               | 0               | 0               |

| 勝敗 | 対戦相手               | 試合結果                           | 大会名                                                                    | 開催年月日     |
| ○    | マイケル・クナップ     | 1R 4:21 ヒールフック               | Fightor 1: Lister vs. Knaap                                               | 2015年1月17日  |
| ○    | ロドニー・ムーア       | 3R ヒールフック                    | Cage Contender 13: Lister vs. Moore                                       | 2012年4月28日  |
| ×    | ターレス・レイチ       | 5分3R終了 判定0-3                  | MFC 23: Unstoppable                                                       | 2009年12月4日  |
| ×    | 岡見勇信               | 5分3R終了 判定0-3                  | UFC 92: The Ultimate 2008                                                 | 2008年12月27日 |
| ○    | ジェレミー・ホーン     | 1R 3:52 フロントチョーク           | The Ultimate Fighter: Team Rampage vs. Team Forrest Finale                | 2008年6月21日  |
| ○    | ヨルダン・ラデフ       | 5分3R終了 判定3-0                  | UFC 79: Nemesis                                                           | 2007年12月29日 |
| ×    | ネイサン・マーコート   | 5分3R終了 判定0-3                  | UFC Fight Night: Evans vs. Salmon                                         | 2007年1月25日  |
| ○    | 佐々木有生             | 5分3R終了 判定3-0                  | UFC Fight Night 6                                                         | 2006年8月17日  |
| ○    | アレッシオ・サカラ     | 1R 2:20 三角絞め                   | UFC 60: Hughes vs. Gracie                                                 | 2006年5月27日  |
| ×    | ヒカルド・アローナ     | 3R（10分/5分/5分）終了 判定0-3     | PRIDE GRANDPRIX 2005 開幕戦 【ミドル級グランプリ 1回戦】                  | 2005年4月23日  |
| ○    | パウロ・フィリオ       | 不戦勝                             | PRIDE 武士道 -其の六- 【ミドル級グランプリ ラストワントーナメント 決勝】  | 2005年4月3日   |
| ○    | 小路晃                 | 1R 3:13 三角絞め                   | PRIDE 武士道 -其の六- 【ミドル級グランプリ ラストワントーナメント 1回戦】 | 2005年4月3日   |
| ×    | アマール・スロエフ     | 2R（10分/5分）終了 判定1-2         | PRIDE 武士道 -其の四-                                                     | 2004年7月19日  |
| ×    | ジェレミー・ホーン     | 5分4R終了 判定0-2                  | KOTC 31 【KOTC世界ライトヘビー級タイトルマッチ】                          | 2003年12月6日  |
| ○    | 石井大輔               | 不戦勝                             | PANCRASE 2002 SPIRIT TOUR                                                 | 2002年9月29日  |
| ○    | ジェームス・リー       | 1R 腕ひしぎ十字固め                | KOTC 29: Renegades 【KOTC世界ミドル級タイトルマッチ】                     | 2003年9月5日   |
| ○    | ブライアン・スリーマン | 1R 1:14 腕ひしぎ十字固め           | KOTC 25: Flaming Fury 【KOTC世界ミドル級タイトルマッチ】                  | 2003年6月29日  |
| ○    | ブレンダン・セグイン   | 3R 4:37 腕ひしぎ十字固め           | KOTC 16: Double Cross 【KOTC世界ミドル級王座決定戦】                      | 2002年8月2日   |
| ○    | ジェイセン・フリン     | 2R 4:28 チキンウィングアームロック | KOTC 12: Cold Blood                                                       | 2002年2月9日   |
| ○    | ジェリー・ジェンキンス | 1R 4:24 ヒールホールド             | KOTC 11: Domination                                                       | 2001年9月29日  |
| ×    | ジェイセン・フリン     | 5分2R終了 判定2-1                  | KOTC 7: Wet and Wild                                                      | 2001年2月24日  |
| ○    | ジョン・ジェンセン     | 1R 1:50 膝十字固め                 | KOTC 5: Cage Wars                                                         | 2000年9月16日  |

### グラップリング
| 勝敗 | 対戦相手                         | 試合結果               | 大会名                                      | 開催年月日     |
| ×    | ジョシュ・バーネット             | 19:49 スカーフホールド | Metamoris 4 【Metamorisヘビー級王座決定戦】 | 2014年8月9日   |
| △    | レナート・ババル                 | 20分終了 時間切れ      | Metamoris 3                                 | 2014年3月29日  |
| △    | シャンジ・ヒベイロ               | 20分終了 時間切れ      | Metamoris                                   | 2012年10月14日 |
| ○    | ジャン・ジャック・マチャド       | ポイント8-1            | ADCC 2005                                   | 2005年5月29日  |
| ○    | アレッシャンドリ・カカレコ       | 足関節技               | ADCC 2003 【無差別級 決勝】                 | 2003年5月18日  |
| ○    | マーシオ・"ペジパーノ"・クルーズ | ポイント2-0            | ADCC 2003 【無差別級 準決勝】               | 2003年5月18日  |
| ○    | サウロ・ヒベイロ                 | 足関節技               | ADCC 2003 【無差別級 2回戦】                | 2003年5月18日  |
| ○    | ネイサン・マーコート             | アームロック           | ADCC 2003 【無差別級 1回戦】                | 2003年5月18日  |

## 獲得タイトル
- 第2代KOTC世界ミドル級王座（2002年）
- ADCC 2003北米予選 99kg未満級 優勝（2002年）
- ADCC 2003 無差別級 優勝（2003年）
- PRIDEミドル級グランプリ ラストワントーナメント 優勝（2005年）
- ADCC 2011 99kg未満級 優勝（2011年）
- ADCC Worlds 2013 99kg未満級 準優勝（2013年）